# William Chiroque
William Medardo Chiroque Tavara (ur. 10 marca 1980 roku w La Pilca w prowincji Morropón) – peruwiański piłkarz występujący w lidze peruwiańskiej na pozycji napastnika. Obecnie gra w Juan Aurich Chiclayo.
W reprezentacji Peru zadebiutował 28 kwietnia 2004. Zdobył z nią brązowy medal na Copa América w 2011 w Argentynie. 23 lipca 2011 w wygranym 4:1 meczu o trzecie miejsce z Wenezuelą zdobył swoją pierwszą bramkę w reprezentacji.